# 秋田雨雀・土方与志記念青年劇場
秋田雨雀・土方与志記念青年劇場（あきたうじゃくひじかたよしきねんせいねんげきじょう）は、日本新劇界の先駆者秋田雨雀と土方与志が戦後に育んだ俳優・演出家8人により1964年に結成された劇団。現在の代表は北直樹。

## 概要
- 1964年2月16日に結成。1964年5月1日シェイクスピア「真夏の夜の夢」による全国巡演が旗揚げ公演。東京公演は1967年9月同作が第1回公演となる。
- 1977年に劇作家飯沢匡が書いた作品の「多すぎた札束」は劇団民藝がやる予定だったが、都合が悪く代わりに上演したのが青年劇場で脚光を浴び、代表作となった。
- 1978年に上演した「夜の笑い」（飯沢匡=作・演出）と巡演中の「かげの砦」の公演成果により、1978年の紀伊國屋演劇賞団体賞を受賞した[1]。
- 作品の多くが喜劇。
- 飯沢匡をはじめジェームス三木、高橋正圀、小山内美江子といった人気脚本家の作品を上演。

## 歴代代表
- 初代：瓜生正美
- 二代：福島明夫
- 三代：北直樹

## 上演記録
*定例公演
| 1967年9月     | 第1回公演 「真夏の夜の夢」                                                         | シェイクスピア＝作え坪内逍遥＝訳、瓜生正美＝演出                                                |  |  |
| 1968年4月     | 第2回公演 舞台芸術学院創立20周年記念協賛公演「十二夜」                             | シェイクスピア＝作、坪内逍遥＝訳、瓜生正美＝演出                                                |  |  |
| 1968年9月     | 第3回公演 「オホーツクの女」                                                       | 本山節弥＝作、金子宏・片山忠彦＝演出                                                            |  |  |
| 1969年4月     | 第4回公演 「分裂気質」創立5周年記念公演                                            | 勝山俊介＝作、瓜生正美＝演出                                                                    |  |  |
| 1969年12月    | 第5回公演 「若者たち」創立5周年記念公演                                            | 山内久・相沢嘉久治・堀口始＝作、堀口始＝演出                                                    |  |  |
| 1970年10月    | 第6回公演 「乱雲」土方与志追悼                                                     | 津上忠＝作、山本薩夫＝演出                                                                      |  |  |
| 1971年5月     | 第7回公演 「あめりか礁物語」                                                       | 本山節弥＝作、金子宏＝演出                                                                      |  |  |
| 1971年9月     | 第8回公演 「ロミオとジュリエット」                                                 | シェイクスピア＝作、三神勲＝訳、瓜生正美＝演出                                                  |  |  |
| 1972年8月     | 第9回公演 「日本兵」                                                               | 霜多正次＝原作、勝山俊介＝脚本、瓜生正美＝演出                                                  |  |  |
| 1972年10月    | 第10回公演 「GOOD LUCK！（青春の選択）」                                           | ヴィクトル・ローゾフ＝作、狩野亨＝訳、河崎保＝演出                                              |  |  |
| 1973年5月     | 第11回公演 「海を見ていたジョニー」                                                | 五木寛之＝原作、瓜生正美＝脚本・演出                                                            |  |  |
| 1973年9月     | 第12回公演 「風成の海碧く」                                                        | 勝山俊介＝作、瓜生正美＝演出                                                                    |  |  |
| 1974年6月     | 第13回公演 「一黒人との対話」                                                      | マリオ・フラッティ＝作、岩田治彦＝訳、瓜生正美＝演出                                            |  |  |
| 1974年9月     | 第14回公演 「雪の墓標」                                                            | 新藤兼人＝原作（シナリオ「わが道」より）、勝山俊介＝脚本、堀口始＝演出                          |  |  |
| 1975年3月     | 第15回公演 ミュージカル「真夏の夜の夢」                                            | シェイクスピア＝作、瓜生正美＝脚本・演出                                                        |  |  |
| 1975年9月     | 第16回公演 「ドラゴン」                                                            | エヴゲニー・シュヴァルツ＝作、土方与平＝訳、瓜生正美＝演出                                      |  |  |
| 1976年2・3月  | 第17回公演 「かげの砦」                                                            | 小寺隆韶＝作、堀口始＝演出                                                                      |  |  |
| 1976年9月     | 第18回公演 三部作「愛」 第一部「魂」／第二部「鳩」／第三部「嵐」                   | 勝山俊介＝作、瓜生正美＝演出                                                                    |  |  |
| 1977年2月     | 第19回公演 喜劇「多すぎた札束」-ロッキード前記-                                    | 飯沢匡＝作・演出                                                                                |  |  |
| 1977年5月     | 第20回公演 「男一匹17才」                                                          | イグナーチィ・ドヴァレーツキィ＝作、狩野亨＝訳、緒方浩司＝演出                                  |  |  |
| 1977年9月     | 第21回公演 「偽原始人」                                                            | 井上ひさし＝原作「偽原始人」「馬鹿の治療」より瓜生正美＝脚本、堀口始＝演出                      |  |  |
| 1978年5月     | 第22回公演 「夜の笑い」 島尾敏雄「接触」小松左京「春の軍隊」より                   | 飯沢匡＝作・演出                                                                                |  |  |
| 1978年9月     | 第23回公演 「風の檻」                                                              | 勝山俊介＝作、千田是也＝演出                                                                    |  |  |
| 1979年5月     | 第24回公演 「ホヤわが心の朝」                                                      | 福田紀一（新潮社刊原作、瓜生正美＝脚本・演出                                                    |  |  |
| 1979年9月     | 第25回公演 喜劇「クイズ婆さんの敵」                                                | 飯沢匡＝作・演出                                                                                |  |  |
| 1980年9月     | 第26回公演 「青春の砦」                                                            | 大谷直人＝原作、瓜生正美＝脚本・演出                                                            |  |  |
| 1981年2月     | 第27回公演 喜劇「欲望の庫」                                                        | 飯沢匡＝作・演出                                                                                |  |  |
| 1981年5月     | 第28回公演 「臨界幻想」                                                            | ふじたあさや＝作、千田是也＝演出                                                                |  |  |
| 1981年9月     | 第29回公演 「十五歳の出発（たびだち）」                                            | 3年小組金八先生シリーズ「十五歳の愛美（高文研）他より 小山内美江子・堀口始＝作、堀口始＝演出    |  |  |
| 1982年5月     | 第30回公演 「おお！トラ右ェ門」                                                    | 飯沢匡＝作・演出                                                                                |  |  |
| 1982年9月     | 第31回公演 「愛さずにはいられない」                                                | ジェームス三木＝作・演出                                                                        |  |  |
| 1983年2月     | 第32回公演 推理喜劇「ブーフーウー殺人事件」                                        | 飯沢匡＝作・演出                                                                                |  |  |
| 1983年9月     | 第33回公演 「闇の中の白い道」                                                      | ふじたあさや＝作、千田是也＝演出                                                                |  |  |
| 1984年4月     | 第34回公演 喜劇「そこを右へ曲って」 創立20周年記念公演                             | 飯沢匡＝作・演出                                                                                |  |  |
| 1984年9月     | 第35回公演 「わが街わが愛」創立20周年記念公演                                      | NHKドラマ人間模様「街-若者たちは 山内久＝原作、山内久・堀口始＝脚本、堀口始＝演出               |  |  |
| 1985年4月     | 第36回公演 喜劇名家の同居人たち」                                                  | 飯沢匡＝作・演出                                                                                |  |  |
| 1985年9月     | 第37回公演 「結婚という冒険」                                                      | ジェームス三木＝作・演出                                                                        |  |  |
| 1986年5月     | 第38回公演 喜劇「お茶と刀」-利休狂騒曲-                                            | 飯沢匡＝作・演出                                                                                |  |  |
| 1986年9月     | 第39回公演 「書かれなかった頁―日本の教育1980―」                                    | ふじたあさや＝作、千田是也＝演出                                                                |  |  |
| 1987年4月     | 第40回公演 「夜の笑い」 -島尾敏雄「接触」小松左京「春の軍隊」より-                 | 飯沢匡＝作・演出                                                                                |  |  |
| 1987年9月     | 第41回公演 「テントの中から星を見た」                                              | 山内久＝作、堀口始＝演出                                                                        |  |  |
| 1987年11月    | 第42回公演 「シシとササの伝説」青少年劇場公演                                      | 大谷直人「春雷」（同成社刊「シルクロード異聞」所収）より 瓜生正美＝作、瓜生正美・中野千春＝演出 |  |  |
| 1987年12月    | 第43回公演 ミュージカル「少年とラクダ」ファミリー劇場                              | 高橋治＝原作、瓜生正美＝脚本、瓜生正美・松波喬介＝演出                                          |  |  |
| 1988年4月     | 第44回公演 「続・夜の笑い」 -村田喜代子「鍋の中」徳田秋声「ファイヤガン」より-     | 飯沢匡＝作・演出                                                                                |  |  |
| 1988年9月     | 第45回公演 「善人の条件」                                                          | ジェームス三木＝作・演出                                                                        |  |  |
| 1989年2月     | 第46回公演 「鎮江の英雄たち」                                                      | 大谷直人「愧死」（同成社刊「シルクロード異聞」所収）より 瓜生正美＝脚本・演出                   |  |  |
| 1989年4月     | 第47回公演 「真夏の夜の夢」青少年劇場公演                                          | シェイクスピア＝作、瓜生正美＝脚本、瓜生正美・中野千春＝演出                                    |  |  |
| 1989年9月     | 第48回公演 「総裁公館―国鉄分割民営ものがたり―」土方与志没後30年記念                | 石岡三郎＝作、千田是也＝演出                                                                    |  |  |
| 1989年10月    | 第49回公演 「ザ・チーム」青少年劇場公演                                            | セミヨン・ズロトニコフ＝作、土方与平＝訳、堀口始＝演出                                          |  |  |
| 1990年2月     | 第50回公演 「翼をください」                                                        | ジェームス三木＝作・演出                                                                        |  |  |
| 1990年5月     | 第51回公演 喜劇「限りなく透明に近い男」                                            | 飯沢匡＝作・演出                                                                                |  |  |
| 1990年9月     | 第52回公演 「遺産らぷそでぃ」                                                      | やま惣一「ひこばえの歌」（家の光協会刊）より、高橋正圀＝脚本、松波喬介＝演出                    |  |  |
| 1991年2月     | 第53回公演 「安楽兵舎V・S・O・P」                                                  | ジェームス三木＝作・演出                                                                        |  |  |
| 1991年5月     | 第54回公演 「すみれさんが行く」青少年劇場公演                                      | 斉藤紀美子＝作、堀口始＝演出                                                                    |  |  |
| 1991年9月     | 第55回公演 「椰子の実の歌がきこえる」                                              | 千田夏光・作品集より 瓜生正美＝脚本、中野千春＝演出                                             |  |  |
| 1992年4月     | 第56回公演 「喜劇キュリー夫人」 （原題「シュッツ氏の勲章」）                       | ジャン＝ノエル・ファンウィック＝作、岡田正子＝訳、飯沢匡＝演出                                  |  |  |
| 1992年9月     | 第57回公演 「キッスだけでいいわ」                                                  | 高橋正圀＝作、松波喬介＝演出                                                                    |  |  |
| 1993年2月     | 第58回公演 「アダムの星」                                                          | ジェームス三木＝作・演出                                                                        |  |  |
| 1993年4月     | 第59回公演 「幻想のロミオとジュリエット」青少年劇場公演                            | 瓜生正美＝作、中野千春＝演出                                                                    |  |  |
| 1993年9月     | 第60回公演 「将軍が目醒めた時」                                                    | 筒井康隆＝原案、島田九輔＝脚本、松波喬介＝演出                                                  |  |  |
| 1994年5月     | 第61回公演 「女・おんな・オンナ」                                                  | 立原りゅう＝作、堀口始＝演出                                                                    |  |  |
| 1994年9月     | 第62回公演 「村井家の人々―日本の言論1994―」 青年劇場創立30周年記念公演             | ふじたあさや＝作、千田是也＝演出                                                                |  |  |
| 1995年2・3月  | 第63回公演 「もう一人のヒト」 創立30周年記念 飯沢匡追悼・戦後50年記念公演          | 飯沢匡＝作、松波喬介＝演出                                                                      |  |  |
| 1995年5月     | 第64回公演 「時間（とき）のない喫茶店」                                            | 斉藤樹実子＝作、堀口始＝演出                                                                    |  |  |
| 1995年9・10月 | 第65回公演 「青春の砦」戦後50年記念公演                                            | 大谷直人＝原作、瓜生正美＝脚本、中野千春＝演出                                                  |  |  |
| 1996年5月     | 第66回公演 「愛が聞こえます」                                                      | 高橋正圀＝作、松波喬介＝演出                                                                    |  |  |
| 1996年9月     | 第67回公演 「私よりましな私」                                                      | ジャン＝ノエル・ファンウィック＝作、高橋啓＝訳、松波喬介＝演出                                  |  |  |
| 1997年2月     | 第68回公演 「唱歌元年―螢のひかり窓のゆき―」 青年劇場創立30周年記念創作戯曲賞入選作 | 島田九輔＝作、松波喬介＝演出                                                                    |  |  |
| 1997年5月     | 第69回公演 「こんにちはかぐや姫」                                                  | 北野茨作「こんにちはかぐや姫」「家族」より 瓜生正美＝脚本・演出                                 |  |  |
| 1997年9・10月 | 第70回公演 「甦る夏の日」                                                          | 布勢博一＝作、堀口始＝演出                                                                      |  |  |
| 1998年4月     | 第71回公演 「真珠の首飾り」                                                        | ジェームス三木＝作・演出                                                                        |  |  |
| 1998年10月    | 第72回公演 「17才のオルゴール」青少年劇場公演９                                    | ―秋元正紀「十七歳のオルゴール」より― 町田知子（柏樹社刊）作、森脇京子＝脚本、堀口始＝演出       |  |  |
| 1999年2月     | 第73回公演 「銀色の狂騒曲」                                                        | 高橋正圀＝作、松波喬介＝演出                                                                    |  |  |
| 1999年5月     | 第74回公演 「新版ホヤわが心の朝」青少年劇場公演                                    | 福田紀一＝原作、瓜生正美＝脚本・演出                                                            |  |  |
| 1999年9月     | 第75回公演 喜劇「二階の女」 飯沢匡没後5年・劇団創立35周年記念                      | 獅子文六＝原作、飯沢匡＝脚本、松波喬介＝演出                                                    |  |  |
| 2000年4月     | 第76回公演 「菜の花らぷそでぃ」                                                    | 山下惣一「身土不二の探究」（創森社刊高＝原作橋正圀＝脚本、松波喬介＝演出                        |  |  |
| 2000年9・10月 | 第77回公演 「島清、世に敗れたり」                                                  | 松田章一＝作、松波喬介＝演出                                                                    |  |  |
| 2001年4月     | 第78回公演 「殯の海」 (社）日本劇団協議会主催 創作劇奨励公演                       | 島田九輔＝作、松波喬介＝演出                                                                    |  |  |
| 2001年9月     | 第79回公演 「カムサハムニダ」                                                      | 飯尾憲士「ソウルの位牌」＝原作、瓜生正美＝脚本、林英雄（イム・ヨンウン）＝演出                  |  |  |
| 2002年2月     | 第80回公演 「ケプラーあこがれの星海航路」                                          | 篠原久美子＝作、高瀬久男＝演出                                                                  |  |  |
| 2002年5月     | 第81回公演 「愛さずにはいられない」                                                | ジェームス三木＝作・演出                                                                        |  |  |
| 2002年9・10月 | 第82回公演 「銃口―教師・北森竜太の青春―」                                          | 三浦綾子「銃口＝(小学館刊）作、布勢博一＝脚本、堀口始＝演出                                     |  |  |
| 2003年4月     | 第83回公演 「袖振り合うも」                                                        | 山内久＝作、堀口始＝演出                                                                        |  |  |
| 2003年9月     | 第84回公演 「キジムナー・キジムナー」                                              | 高橋正圀＝作、松波喬介＝演出                                                                    |  |  |
| 2004年2月     | 第85回公演 「GULF－弟の戦争－」                                                    | ロバート・ウェストール「弟の戦争＝（原田勝原訳 徳間書店刊作、篠原久美子＝脚本、高瀬久男＝演出   |  |  |
| 2004年5月     | 第86回公演 「悪魔のハレルヤ」創立40周年記念                                        | ジェームス三木＝作・演出                                                                        |  |  |
| 2004年9月     | 第87回公演 「夜の笑い」―第二部「接触」― 劇団創立40周年 飯沢匡没後10年記念          | 島尾敏雄「接触」より 飯沢匡＝作、松波喬介＝演出                                                 |  |  |
| 2005年3月     | 第88回公演 「3150万秒と、少し」青少年劇場公演                                      | ラルフ・ブラウン＝原案、藤井清美＝作・演出                                                      |  |  |
| 2005年5月     | 第89回公演 「ナース・コール」                                                      | 高橋正圀＝作、松波喬介＝演出                                                                    |  |  |
| 2005年9月     | 第90回公演 「谷間の女たち」                                                        | アリエル・ドーフマン＝作、水谷八也＝訳、鵜山仁＝演出                                            |  |  |
| 2006年5月     | 第91回公演 「尺には尺を」                                                          | シェイクスピア＝作、小田島雄志＝訳、高瀬久男＝演出                                              |  |  |
| 2006年10月    | 第92回公演 「族譜」                                                                | 梶山季之＝原作、ジェームス三木＝脚本・演出                                                      |  |  |
| 2007年2月     | 第93回公演 「博士の愛した数式」                                                    | 小川洋子（新潮社刊原作、福山啓子＝脚本・演出                                                    |  |  |
| 2007年4月     | 第94回公演 「修学旅行」                                                            | 畑澤聖悟＝作、藤井ごう＝演出                                                                    |  |  |
| 2007年9月     | 第95回公演 「シャッター通り商店街」                                                | 高橋正圀＝作、松波喬介＝演出                                                                    |  |  |
| 2008年4月     | 第96回公演 「呉将軍の足の爪」                                                      | 朴祚烈（パクジョヨル）＝原作、石川樹里＝訳、瓜生正美＝演出                                      |  |  |
| 2008年9月     | 第97回公演 「藪の中から龍之介」                                                    | 篠原久美子＝作、原田一樹＝演出                                                                  |  |  |
| 2009年4月     | 第98回公演 「ばんさんかい」                                                        | 高瀬久男＝作・演出                                                                              |  |  |
| 2009年7月     | 第99回公演 「キュリー×キュリー」 （原題「シュッツ氏の勲章」）                      | ジャン＝ノエル・ファンウィック＝作、岡田正子＝訳、板倉哲＝演出・上演台本                        |  |  |
| 2009年9月     | 第100回公演 「結の風らぷそでぃ」                                                   | 高橋正圀＝作、松波喬介＝演出                                                                    |  |  |
| 2010年4月     | 第101回公演 「太陽と月」                                                           | ジェームス三木＝作・演出                                                                        |  |  |
| 2010年9月     | 第102回公演 「島」                                                                 | 堀田清美＝作、藤井ごう＝演出                                                                    |  |  |
| 2011年3月     | 第103回公演 「青ひげ先生の聴診器」                                                 | 高橋正圀＝作、松波喬介＝演出                                                                    |  |  |
| 2011年9月     | 第104回公演 「普天間」                                                             | 坂手洋二＝作、藤井ごう＝演出                                                                    |  |  |
| 2012年3月     | 第105回公演 「野球部員、舞台に立つ！」                                             | 竹島由美子「野球部員、演劇の舞台に立つ！」(高文研刊）＝原作、福山啓子＝脚本・演出               |  |  |
| 2012年5月     | 第106回公演 「臨界幻想2011」                                                       | ふじたあさや＝作・演出                                                                          |  |  |
| 2012年9月     | 第107回公演 「十二夜」                                                             | シェイクスピア＝作、小田島雄志＝訳 松波喬介＝演出                                               |  |  |
| 2013年4月     | 《創立50周年記念・第一弾》第108回公演 「田畑家の行方」                             | 「市民皆農」山下惣一・中島正共著（創森社刊より 高橋正圀＝作、福山啓子＝演出                     |  |  |
| 2013年9月     | 《創立50周年記念・第二弾》第109回公演 「怒濤」                                     | 森本薫＝作、ふじたあさや＝演出                                                                  |  |  |
| 2014年5月     | 《創立50周年記念・第三弾》第110回公演 「みすてられた島」                           | 中津留章仁＝作・演出                                                                            |  |  |
| 2014年9月     | 《創立50周年記念・第四弾》第111回公演 「羽衣House」                                | 篠原久美子＝作、ふじたあさや＝演出                                                              |  |  |
| 2015年5月     | 《創立50周年記念・第五弾》第112回公演 「オールライト」                             | 瀬戸山美咲＝作、藤井ごう＝演出                                                                  |  |  |
| 2015年9月     | 《創立50周年記念・第六弾》第113回公演 「真珠の首飾り」                             | ジェームス三木＝作、板倉哲＝演出                                                                |  |  |
| 2016年4月     | 第114回公演 「雲ヲ掴ム」                                                           | 中津留章仁＝作・演出                                                                            |  |  |
| 2016年9月     | 第115回公演 「郡上の立百姓」                                                       | こばやしひろし＝作、藤井ごう＝演出                                                              |  |  |
| 2017年5月     | 第116回公演 「梅子とよっちゃん」                                                   | 福山啓子＝作、瀬戸山美咲＝演出                                                                  |  |  |
| 2017年9月     | 第117回公演 「アトリエ」                                                           | ジャン＝クロード・グランベール＝作、大間知靖子＝訳、藤井ごう＝演出                              |  |  |
| 2018年3月     | 第118回公演 「きみはいくさに征ったけれど」                                         | 大西弘記＝作、関根信一＝演出                                                                    |  |  |
| 2018年5月     | 第119回公演 「分岐点～ぼくらの黎明期～」                                           | 中津留章仁＝作・演出                                                                            |  |  |
| 2018年9月     | 第120回公演 「キネマの神様」                                                       | 原田マハ＝原作、高橋正圀＝脚本、藤井ごう＝演出                                                  |  |  |
| 2019年4月     | 第121回公演「つながりのレシピ」                                                    | ―「妻が遺した一枚のレシピ」山田和夫著(青志社刊)より―、福山啓子＝作、関根信一＝演出              |  |  |
| 2019年9月     | 第122回公演＜飯沢匡没後２５年記念＞ 「もう一人のヒト」                             | 飯沢匡＝作 藤井ごう＝演出                                                                       |  |  |
| 2020年9月     | 第124回公演 「星をかすめる風」                                                     | イ・ジョンミョン「星をかすめる風」鴨良子 訳（論創社刊）＝原作 シライケイタ＝脚本・演出          |  |  |

*小劇場企画
| 上演                                                                     | タイトル                           | 作・演出                                                                               |
| ------------------------------------------------------------------------ | ---------------------------------- | -------------------------------------------------------------------------------------- |
| 1972973年3月 小劇場企画NO．1                                             | 「鳩」                             | 勝山俊介＝作、瓜生正美＝演出                                                           |
| 1972973年3月 小劇場企画NO．1                                             | 「橋」                             | マリオ・フラッティ＝作、岩田治彦＝訳、早川昭二＝演出                                   |
| 1974年3・4月 小劇場企画NO．2                                             | 「海戦」                           | ラインハルト・ゲーリング＝作、千田是也＝訳・演出                                       |
| 1974年3・4月 小劇場企画NO．2                                             | 「国境の夜」                       | 秋田雨雀＝作、香川良成＝演出                                                           |
| 1975年5月 小劇場企画NO．3                                                | 「チリ1973年」                     | マリオ・フラッティ＝作、岩田治彦＝訳、岩田治彦・松波喬介＝演出                         |
| 1981年12月 小劇場企画NO．4                                               | 「あの町は遠い日」                 | ジャン・ポール・ヴェンゼル＝作、小沢僥謳＝訳、松波喬介＝演出                           |
| 1981年12月 小劇場企画NO．4                                               | 「結婚を待っているマリアンヌ」     | ジャン・ポール・ヴェンゼル＆クロディーヌ・フィエヴェ＝作、小沢僥謳＝訳、鳥飼博志＝演出 |
| 1982年11月 小劇場企画NO．5                                               | 「手紙」                           | 瓜生正美＝作・演出                                                                     |
| 1986年3月 小劇場企画NO．6                                                | 「ホスピス」                       | 立原りゅう＝作、堀口始＝演出                                                           |
| 1988年11月 小劇場企画NO．7                                               | 「恐竜族に敬礼！」                 | ゲナディ・マムリン＝作、土方与平＝訳、松波喬介＝演出                                   |
| 1992年2月 小劇場企画NO．8                                                | 「帝国の建設者」                   | ボリス・ヴィアン＝作、利光哲夫＝訳、松波喬介＝演出                                     |
| 1994年2月 小劇場企画NO．9                                                | 「銀のしずく」                     | 鈴木喜三夫＝作、松波喬介＝演出                                                         |
| 1994年2月 小劇場企画NO．10 築地小劇場70周年記念のつどい                  | 「たのむ」                         | 里見弴＝作、堀口始＝演出                                                               |
| 1996年2月 小劇場企画NO．11                                               | 「死と乙女」                       | アリエル・ドーフマン＝作、青井陽治＝訳、松波喬介＝演出                                 |
| 1996年2月 小劇場企画NO．12                                               | 「剃刀」                           | 中村吉蔵＝作、西沢由郎＝演出                                                           |
| 1996年2月 小劇場企画NO．12                                               | 「殺意」                           | 飯尾憲士＝原作、瓜生正美＝構成・演出                                                   |
| 1998年2月 小劇場企画NO．13                                               | 「サラエヴォのゴドー」             | 広島友好＝作、松波喬介＝演出                                                           |
| 2000年2月 小劇場企画NO．14                                               | 「Reader―ある検閲官の夢―」         | アリエル・ドーフマン＝作、水谷八也＝訳、松波喬介＝演出                                 |
| 2001年2月 小劇場企画NO．15                                               | 「かもめ」                         | アントン・チェーホフ＝作、松下裕＝訳、セルゲイ・カルギン＝演出                         |
| 2003年2月 小劇場企画NO．16                                               | 「雨の庭」                         | 小山祐士＝作、松波喬介＝演出                                                           |
| 2003年2月 小劇場企画NO．17                                               | 「顔」                             | ロドリゴ＆アリエル・ドーフマン＝作、宮﨑真子＝訳・演出                                 |
| 2004年11月 小劇場企画NO．18 築地小劇場80周年記念 チェーホフ没後100年記念 | 「晩春騒夜」                       | 円地文子＝作、松波喬介＝演出                                                           |
| 2004年11月 小劇場企画NO．18 築地小劇場80周年記念 チェーホフ没後100年記念 | 「犬－結婚申し込み」               | アントン・チェーホフ＝作、小山内薫＝訳、堀口始＝演出                                   |
| 2008年2月 小劇場企画NO．19                                               | 「あるハムレット役者の夢」         | ジャン＝クロード・グランベール＝作、土方与平＝訳、松波喬介＝演出                       |
| 2015年7月《創立50周年記念》小劇場企画No．20                              | 「動員挿話」「骸骨の舞跳」         | 岸田國士＝作、秋田雨雀＝作、大谷賢治郎＝演出                                           |
| 2017年2月 小劇場企画No．21                                               | 「原理日本」                       | 久板栄二郎＝作、大谷賢治郎＝演出                                                       |
| 2017年11月 小劇場企画No．22                                              | 「『事件』という名の事件」         | ふじたあさや＝作・演出                                                                 |
| 2018年7月 小劇場企画No．23                                               | 「宣伝」                           | 高田保＝作、大谷賢治郎＝演出                                                           |
| 2019年12月 小劇場企画No.２４                                             | 「THE CHILDREN'S HOUR 子供の時間」 | リリアン・ヘルマン＝作 小池美佐子＝訳 藤井ごう＝演出                                   |

*スタジオ結企画
*その他の公演
| 上演 | タイトル                                 | 作・演出                                                                 |
| --- | ---------------------------------------- | ------------------------------------------------------------------------ |
| 1966年                                                                                                  | 「たんぼの歌」                           | 成沢武利＝原案、瓜生正美＝作、堀口始・成沢武利＝演出                     |
| 1966年                                                                                                  | 構成劇「国治をかえせ」                   | 劇団文芸部＝作、堀口始＝演出                                             |
| 1970年小さな劇場                                                                                        | 「風が風を、弾薬がCo60が…」              | ふるかわはじめ＝作、片山忠彦＝演出                                       |
| 1970年小さな劇場                                                                                        | 「鳩」                                   | 勝山俊介＝作、瓜生正美＝演出                                             |
| 1970年小さな劇場                                                                                        | 「飯」                                   | 中村吉蔵＝作、金子宏＝演出                                               |
| 1980年2月 新劇合同公演                                                                                  | 「シュヴァルツの裸の王様」               | エヴゲニー・シュヴァルツ＝作、土方与平＝訳、飯沢匡＝演出                 |
| 1981年1月                                                                                               | 「毒きのこ」                             | 飯沢匡＝作、松波喬介＝演出                                               |
| 1986年2月 特別公演                                                                                      | 「誓いの火を長崎に」                     | 渡辺千恵子「平和を広島・長崎の土の上に」より、後藤陽吉＝作、堀口始＝演出 |
| 1996年3月 社団法人本劇団協議会主催 創作劇奨励公演                                                       | 「鮮やかな朝」                           | 森脇京子＝作、中野千春＝演出                                             |
| 2004年3月 ウィークエンドシアターNo.1                                                                    | 「雨の庭」                               | 小山祐士＝作、松波喬介＝演出                                             |
| 2005年2月 稽古場特別企画                                                                                | 「気配」－「第三帝国の恐怖と悲惨」より－ | ベルトルト・ブレヒト＝作、岩淵達治＝訳、板倉哲＝演出                     |
| 2008年7月 夏の特別企画 連続公演                                                                         | 「修学旅行」                             | 畑澤聖悟＝作、藤井ごう＝演出                                             |
| 2008年7月 夏の特別企画 連続公演                                                                         | 「3150万秒と、少し」                     | ラルフ・ブラウン＝原案、藤井清美＝作・演出                               |
| 2010年2月 劇団創立45周年・土方与志没後50年特別企画                                                      | 「先駆けるもの－秋田雨雀 人と作品」      | 福山啓子＝構成、堀口始＝演出                                             |
| 2010年2月 劇団創立45周年・土方与志没後50年特別企画                                                      | 「三年寝太郎」                           | 木下順二＝作、津上忠＝演出（土方与志演出による）                         |
| 2015年5月 青年劇場ユースフェスティバル 紀伊國屋書店提携 《創立５０周年記念》 関東高等学校演劇協議会後援 | 「裸電球に一番近い夏」                   | 古川健＝作 藤井ごう＋青年劇場俳優による演出チーム＝演出                  |